# حبل عصبي بطني

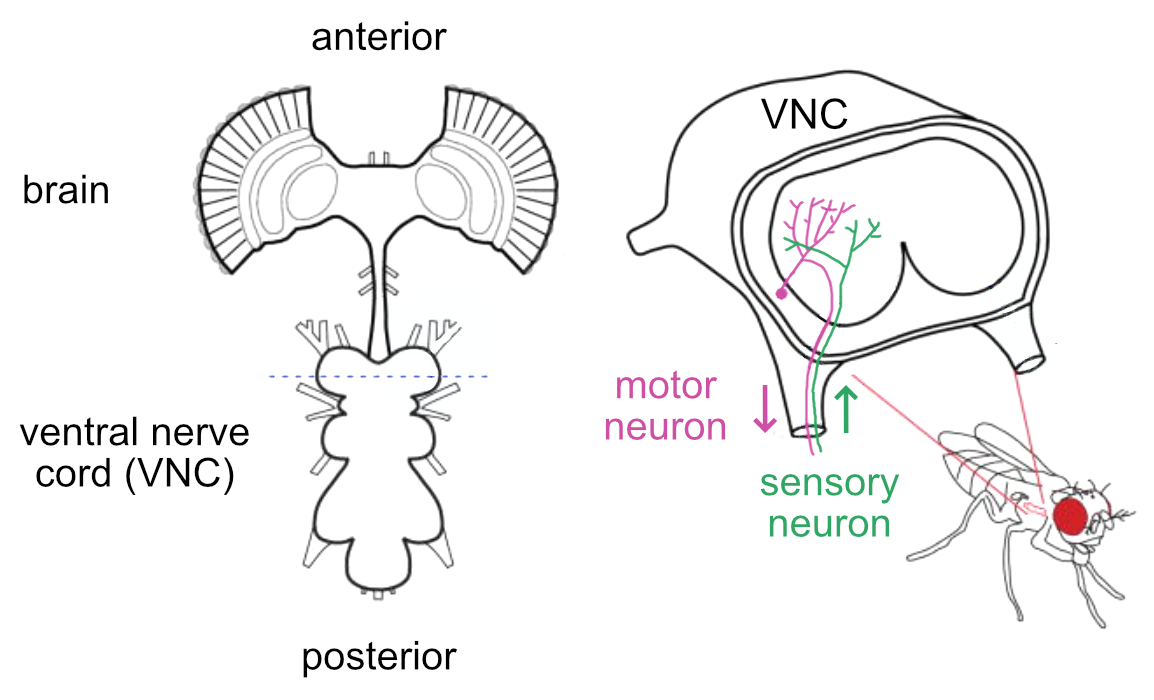

الحبل العصبي البطني (بالإنجليزية: Ventral nerve cord)‏، يُشكل جزءً من الجهاز العصبي المركزي لبعض شُعَب ثنائيات التناظر؛ وخاصةً داخل الديدان الأسطوانية والمفصليات والحلقيات. وعادةً ما يتكون من العقد الدماغية الأمامية مع حبال عصبية تعمل في أسفل البطن (يُقصد "بالبطن"، الجُزء المقابل للظهر). 
الحبال العصبية البطني من الأمامي إلى الخلفي (التاجية الصدرية والبطنية في المفصليات) تتكون من العقد المجزأة التي ترتبط بواسطة قطعة من الألياف العصبية والتي تمر من جانب إلى آخر من الحبل العصبي يسمى الصوار. في بعض الحيوانات تنصهر العقد الثنائية في عقدة كبيرة واحدة لكل قطعة.